# Хоукинс, Дженнифер
Дженнифер Хоукинс  (род. 22 декабря 1983, Холмсвилл, Новый Южный Уэльс, Австралия) — австралийская модель и телевизионная ведущая, более известна как Мисс Вселенная 2004.

## Биография

### Детство и юность
Дженнифер родилась в городе Холмсвилл, штат Новый Южный Уэльс, Австралия и в настоящее время проживает в Сиднее. Она училась в средней школе города Уолсенд. У Дженнифер трое братьев и сестёр. Хоукинс была чирлидером команды регби «Ньюкасл найтс» и команды по баскетболу, а также работала в качестве модели. Она завершила карьеру модели, став Мисс Вселенная Австралия и победив на конкурсе Мисс Вселенная 2004.
Хоукинс также работала хореографом танцевального класса, специализируется на хип-хопе и балете.

## Карьера

### Мисс Вселенная
После того, как она была выбрана представительницей Австралии в международном телевизионном конкурсе Мисс Вселенная 2004, Хоукинс провела беседу с предыдущей обладательницей титула «Мисс Вселенная Австралия» Эшли Талбот и научилась у неё основам испанского языка до своей поездки в Эквадор.
Конкурс Мисс Вселенная 2004 был проведен в Кито (Эквадор) 1 июня 2004 года. За неделю до финального конкурса Хоукинс уже заняла шестое место и была фавориткой конкурса.Хоукинс стала первой австралийкой, вышедшей в финал конкурса с 1993 года, когда вышла в финал Мисс Австралия Вони Дельфос. Затем Дженнифер участвовала в конкурсе вечерних платьев, где она носила необычное марочное платье цвета меди, которое было разработано дизайнером Бора и стоило 25 000 австралийских долларов.После конкурса в купальниках Хоукинс вышла в пятерку финалисток и в итоге завоевала титул "Мисс Вселенная. Остальные девушки, вошедшие в пятерку, были представительницами Северной Америки, Южной Америки и Карибского бассейна, в том числе Шанди Финнеси (Мисс США, (ставшая первой вице-мисс), Альба Рейес из Пуэрто-Рико (2-я вице-мисс), Янина Гонсалес (Парагвай; (3-я вице-мисс) Даниэль Джонс (Тринидад и Тобаго; (4-я вице-мисс). Хоукинс была первой победительницей из Океании после Лоррейн Даунс из Новой Зеландии в 1983 году и первой австралийкой после Керри Энн Уэллс в 1972.
Хоукинс получила корону Мисс Вселенная из рук Амелии Веги изДоминиканской Республики, после того как ведущий Билли Буш объявил её новой Мисс Вселенная.Владелец конкурса Дональд Трамп в интервью характеризовал Хоукинс, как «самую красивую Мисс Вселенная из всех участниц конкурса, которых он видел в течение многих, многих лет».
Хоукинс получила корону Мисс Вселенная, разработанную компанией Mikimoto, которая инкрустирована драгоценными камнями на сумму $ 250000, а также обширный пакет призов. Хоукинс стала первой крашеной блондинкой, получившей титул Мисс Вселенная после Ангелы Виссер из Нидерландов в 1989 году.
По обязательной программе: победительница конкурса Мисс Вселенная работает около года в Организации Мисс Вселенная. Дженниффер Хоукинс работала в Организации Мисс Вселенная вместе с коллегами которыми в 2004 году были Шелли Хениг (Мисс Тин США) и Шанди Финнеси (Мисс США).Во время своей работы в качестве Мисс Вселенная, Хоукинс ездила в Корею, на Багамские Острова, Бразилию, Чехию, Германию, Грецию, Сингапур , Индонезию, Россию, Тринидад и Тобаго, Кубу, Эквадор, Мексику, Пуэрто-Рико, совершила несколько поездок в Таиланд, и на родину в Австралию. В рамках года, когда она имела титул Мисс Вселенная, она проживала в Нью-Йорке в квартире, расположенной на Риверсайд, которая была ей предоставлена Организацией Мисс Вселенная. Кроме того, в то время, когда она была Мисс Вселенной, Хоукинс заявила, что у неё есть желание продолжить работу моделью и стать телеведущей.
Вскоре после того, как она стала Мисс Вселенная 2004, Хоукинс оказалась в неприятной ситуации во время показа мод в австралийском торговом центре Уэстфилд Миранда, когда она споткнулась о подол платья, который был на полу. Дженнифер оказалась полураздетой перед удивленной толпой. Хоукинс позже извинилась, смеясь, и добавила, что «хотела носить нижнее белье получше». Этот инцидент получил сомнительную честь быть названным «самым неприятным моментом из того, что было показано на австралийском телевидении» by Australia’s Nine Network. Данный инцидент широко распространился по сети и согласно Google, количество запросов про Дженнифер Хоукинс значительно увеличилось.
Хоукинс была судьей в финале конкурса Мисс Вселенная 2008 во Вьетнаме.

### Телевизионная карьера
Хоукинс подписала контракт с Seven Network в 2004 во время проходившего Кубка Мельбурна . Её первые выступления были в качестве гостя ведущего и поездки сети Great Outdoors ,, где она показалась зрителям на гастролях по всему миру. Когда она закончила своё царствование, как «Мисс Вселенная», она стала очередной ведущей на шоу, в результате чего получила 2006 Логи в номинации самых популярных новых талантливых женщин. Эта награда была отменена в 2009 году из-за высокого бюджета и из-за кризиса экономики.
Хоукинс была одной из судей в Австралии в шоу «Сделай себя Супермоделью», который дебютировал 6 августа 2008 на седьмом канале. Ещё не объявлено о втором сезоне.

### Другое
Хоукинс была одной из участников четвёртого сезона в Австралии  Танцы со Звездами и была пятой знаменитостью. 15 февраля 2006 года она участвовала в версии (австралийского шоу игры)называетсяТанцы со звездами Она выиграла $ 2000, в этом шоу.
Хоукинс характеризуется как музой австралийского художника и фотографа, Гая Себастьяна который снял музыкальное видео для второго сингла «Лифт Любовь».Позже он снял третий альбом, «Ближе к Солнцу». Она снялась в небольших ролях, в нескольких эпизодах сериала «Ученик» (US TV Series) с Дональдом Трапом. Хоукинс отказалась от роли Софи Соландрес в фильме Розовая пантера 2 из-за конфликтов, которые были среди съёмочной группы и роль в конечном счете отдана бывшей «Мисс Мира» и звезде Болливуда Айшварии Рай.

### Отзывы
- В июле 2005 года она стала работать в рекламе личной гигиены и ухода за кожей бренда Lux, а её лицо служило для рекламы в Австралии и Новой Зеландии[12].
- В сентябре 2006 года Хокинс подписала 3-летний контракт с фирмой Lovable Australia где она рекламировала белье в качестве австралийского «лица»[13].
- В августе 2006 года она стала послом от Гранд Waterfront, в Гонконге между Henderson Land развития и его ассоциированным членом The Hong Kong and China Gas Company Limited[14]. Её цветные фотографии появились в рекламе в ряде китайских газет; в минутных рекламах в эфире на прайм-тайм телевидения в Гонконге, а Хоукинс в качестве основной модели.
- В 2006 году Дженнифер подписала выгодную сделку, и стала первой австралийкой лицом макияжа в Сиднее, Австралия[15], на котором компания перечислила доходы от EBay за продажу специального издания она передал в Национальный Фонд рака молочной железы.
- В январе 2007 года было объявлено, что Хоукинс подписала контракт с австралийской сетью универмагов Myer на сумму 4 миллионов австралийских долларов (AUD).
- 9 августа 2007 года ей предложили $ 50 000 за позирование обнаженной в журнале для мужчин, Zoo Magazine, от чего она отказалась.
- 6 января 2010 года, обнаженные фотографии Хоукинс появились на обложке февральского журнала Marie Claire в поддержку Butterfly Foundation и поощрения положительного отношения на изображение тела[16].

## Публичный имидж

### Приглашение
После её успешного приема публикой, Хоукинс первоначально приняла приглашение одноклассника Даниэла Дибли, который предложил Дженнифер сопровождать его на 12-летии выпускного бала в августе 2006 года в Батерсте. Позже она отказалась, потому что не хотела обращать на себя внимание других пар. Тем не менее, она согласилась поехать с ним позже.

### Личная жизнь
Бывший столяр Джейк Уолл, познакомившийся с Дженнифер незадолго до её победы в конкурсе «Мисс Вселенная», продолжил отношения с ней после возвращения Хоукинс в Австралию после года, проведённого ею в Нью-Йорке. 4 июня 2021 года пара поженилась. У супругов двое детей — дочь Фрэнки Вайолет Хоукинс Уолл (род. октябрь 2019) и сын Хендрикс Хоукинс-Уолл (род. 20 октября 2021).